# アポイントメント商法
アポイントメント商法（アポイントメントしょうほう）とは、事業者が販売目的を隠して電話やメールなどの連絡手段で面会の約束をし、商品を売る悪質な商法のこと。

## 概要
この商法の心理的要素となるのは、顧客候補をおだて褒め称えて良い気分にさせる所で、偶然のチャンスが訪れた幸運な人だと錯覚させる点にある。舞い上がった人間の心理は、往々にして判断力が鈍り、気が大きくなる傾向があり、断りにくくなるため、これに乗じて市価よりも高い値段で物品を売りつけるのが、この商法の手順とされている。例えば、イベント会場などを待ち合わせや打ち合わせに誘い出し、期間限定の価格や品薄であることを理由に早期の契約を迫り、考える時間を与えないという展示会商法と連動させるなどの特徴を持つ等々、様々な手口が散見される。

## 手口
最初の勧誘は電話で行われる事が多い。「高額商品を進呈する対象になっているので取りに来て欲しい」「あなたは1万人の中から特別に選ばれたので来て欲しい」などと相手の自尊心や射幸心をくすぐるような言葉を使い、営業所や喫茶店、展示会場などに出向かせる。抽選や商品モニターに当選したという口実を使うケースは「当選商法」や「おめでとう商法」とも呼ばれる。ほとんどの場合、消費者は抽選やモニターに応募をしておらず、業者が一方的に当選したといっているだけである。数は少ないが、電話ではなく郵便や電子メールを使う例もある。スポーツやコンサートなどのイベント時に店を出し、近くを通った人に「名前と住所と電話番号を記入してください」と言って名前などを書かせ、そのデータをもとに数ヵ月後、電話し勧誘する手口もある。
営業所などでは、密室に近い状態でしつこく根負けするまで勧誘して、商材を高額（30～200万円程度）で売りつける。商材は宝石・絵画・CD/DVDソフト（英会話・百科事典など教養娯楽教材）などが多く、その価値評価が主観により大きく変わり得るものが選ばれる。

## ターゲット
18～30歳程度の男性が勧誘の対象となることが多い。これは、18歳以上であるとクレジットを組む事ができること、社会人経験の浅い若者は契約に比較的無知な者が多い言われている。